# Ильин, Сергей Борисович
Серге́й Бори́сович Ильи́н (18 декабря 1948, Саратов — 24 апреля 2017, Москва) — российский переводчик англоязычной прозы.

## Биография
Родился в Саратове 18 декабря 1948 года.
Окончил физический факультет Саратовского университета по специальности «теоретическая физика». Работал учителем физики и астрономии, программистом в закрытом НИИ. Кандидат физико-математических наук. Переводить художественную литературу (Набокова) начал в 1983 году для жены Елены, не читавшей по-английски. Известен прежде всего по переводам англоязычной прозы всё того же Владимира Набокова, вышедшим в собрании сочинений издательства «Симпозиум». Первый перевод — роман Набокова «Пнин». Потом переводил многих — Уайта, Уайлдера, Хеллера, Бакли, Данливи, Келмана, Каннингема, Мервина Пика, Стивена Фрая, Марка Твена, Энн Тайлер.
Публиковался в журналах «Урал», «Знамя», «Иностранная литература», «Новая Юность». Премии фонда «Знамя» (1999), «Иллюминатор» (1999).
Умер в Москве 24 апреля 2017 года. Похоронен на Николо-Архангельском кладбище (участок 87).

### Семья
- Отец — Борис Иванович Ильин (1913—?)
- Мать — Наталия Константиновна Немкова (1916—?)
- Первая жена — Виктория Львовна Штромбергер (род. 1948)
  - Дочь Мария
- Вторая жена — Елена Александровна Золотарёва (1951—2000), дочь Александра Матвеевича Туркельтауба
  - Сын Юрий (род. 1980), дочь Анастасия (род. 1989)